# Gemeinde Vitia
Die Gemeinde Vitia (albanisch Komuna e Vitisë, serbisch Општина Витина Opština Vitina) ist eine Gemeinde im Kosovo. Sie liegt im Bezirk Gjilan. Verwaltungssitz ist die Stadt Vitia.

## Geographie
Die Gemeinde Vitia befindet sich im Südosten des Kosovo. Im Norden grenzt sie an Ferizaj, im Norden sowie Osten an Gjilan und im Osten an Parteš, im Süden an Mazedonien und Kaçanik. Die Gemeinde umschließt die im Zentrum gelegene Gemeinde Klokot. Insgesamt befinden sich 38 Dörfer in der Gemeinde, ihre Fläche beträgt 267 km². Zusammen mit den Gemeinden Gjilan, Klokot, Ranilug, Parteš und Kamenica bildet sie den Bezirk Gjilan.

## Bevölkerung
Die Volkszählung aus dem Jahr 2011 ergab für die Gemeinde Vitia eine Einwohnerzahl von 46.987, davon waren 46.669 (99,32 %) Albaner, 113 Serben, 25 Bosniaken, 14 Aschkali, 12 Roma und 7 Goranen.
44.360 Bürger deklarierten sich als Muslime, 2414 Einwohner gaben an, römisch-katholisch zu sein, 114 als Orthodoxe, und zehn gehören keiner Religionsgemeinschaft an. 29 Personen machten keine Angaben und über 60 Personen konnten keine Daten ausfindig gemacht werden
| Zensus    | 1948   | 1953   | 1961   | 1971   | 1981   | 1991   | 2011   |
| --------- | ------ | ------ | ------ | ------ | ------ | ------ | ------ |
| Einwohner | 24.214 | 27.270 | 30.049 | 35.820 | 43.690 | 53.318 | 46.987 |

| Ethnie    | Albaner | Serben | Bosniaken | Roma | Aschkali | Balkan-Ägypter | Goranen | Türken | Andere | Unbekannt | Antwort verweigert |
| --------- | ------- | ------ | --------- | ---- | -------- | -------------- | ------- | ------ | ------ | --------- | ------------------ |
| Einwohner | 46.669  | 113    | 25        | 12   | 14       | –              | 7       | 4      | 83     | 48        | 12                 |

| Religion  | Muslime | Orthodoxe | Katholiken | Konfessionslose | Antwort verweigert | Unbekannt |
| --------- | ------- | --------- | ---------- | --------------- | ------------------ | --------- |
| Einwohner | 44.360  | 114       | 2414       | 10              | 29                 | 60        |

## Orte
| Albanisch            | Serbisch        | Einwohnerzahl (Volkszählung 2011) |
| -------------------- | --------------- | --------------------------------- |
| Ballanca             | Balance         | 631                               |
| Begunca              | Begunca         | 2133                              |
| Binça                | Binač           | 1127                              |
| Budrika e Epërme     | Gornja Budrika  | 899                               |
| Buzovik              | Buzovik         | 521                               |
| Çifllak              | Čiflak          | 90                                |
| Debelldeh            | Debelde         | 339                               |
| Devaja               | Devaja          | 292                               |
| Drobesh              | Drobeš          | 1844                              |
| Gërmova              | Grmovo          | 886                               |
| Goden i Madh         | Veliki Goden    | 80                                |
| Gushica              | Gušica          | 801                               |
| Gjylekar             | Đelekare        | 2499                              |
| Kabash               | Kabaš           | 2323                              |
| Letnica              | Letnica         | 267                               |
| Lubisht              | Ljubište        | 1445                              |
| Mjak                 | Mijak           | 175                               |
| Novosella            | Novo Selo       | 546                               |
| Podgorca             | Podgorci        | 379                               |
| Pozheran             | Požaranje       | 4247                              |
| Radivojca            | Radivojce       | 1245                              |
| Ramjan               | Ramnjane        | 895                               |
| Ramnisht             | Ravnište        | 438                               |
| Remnik               | Ribnik          | 1844                              |
| Sadovina e Çerkezëve | Čerkez Sadovina | 1262                              |
| Sadovina e Jerlive   | Jerli Sadovina  | 1101                              |
| Sllatina e Epërme    | Gornja Slatina  | 2317                              |
| Sllatina e Poshtme   | Donja Slatina   | 1177                              |
| Smira                | Smira           | 3872                              |
| Stublla e Epërme     | Gornja Stubla   | 1128                              |
| Stublla e Poshtme    | Donja Stubla    | 77                                |
| Shashare             | Šašare          | 146                               |
| Tërpeza              | Trpeza          | 1818                              |
| Tërstenik            | Trstenik        | 769                               |
| Vërban               | Vrban           | 2008                              |
| Vërnakolla           | Vrnavokolo      | 12                                |
| Vërnez               | Vrnez           | 1                                 |
| Vitia                | Vitina          | 4924                              |
| Zhitia               | Žitinje         | 603                               |

## Sehenswürdigkeiten

### Kirche der Schwarzen Jungfrau Maria in Letnicë

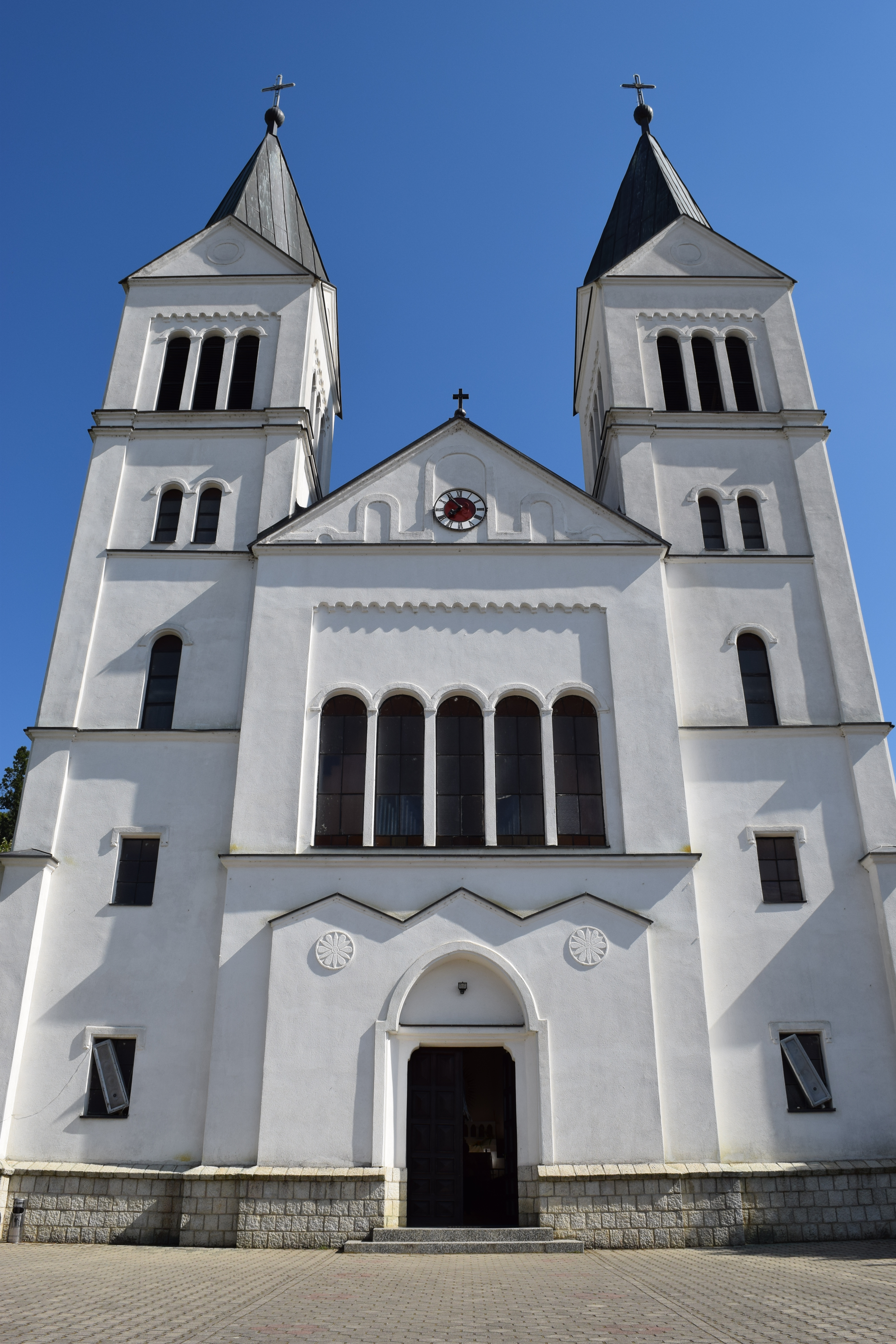
Kisha Katolike në Letnicë

Letnicë (Letnica) ist ein bedeutender Marienwallfahrtsort im Kosovo. Hier hat Mutter Teresa bei einer Wallfahrt ihre Berufung zum Ordensleben erfahren.